# Hideyuki Nakamura
Hideyuki Nakamura (中村 英之 Nakamura Hideyuki?, nacido el 3 de junio de 1984 en Saitama) es un exfutbolista japonés. Jugaba de defensa y su último club fue el Montedio Yamagata de Japón.

## Trayectoria

### Clubes
| Club                | País  | Año         |
| ------------------- | ----- | ----------- |
| Mito HollyHock      | Japón | 2007 - 2010 |
| Thespakusatsu Gunma | Japón | 2011 - 2013 |
| FC Gifu             | Japón | 2014        |
| Montedio Yamagata   | Japón | 2015        |

## Estadística de carrera

### J. League
| Club                | Año   | J. League | J. League | Copa J. League | Copa J. League | Total | Total |
| Club                | Año   | Part.     | Goles     | Part.          | Goles          | Part. | Goles |
| ------------------- | ----- | --------- | --------- | -------------- | -------------- | ----- | ----- |
| Mito HollyHock      | 2007  | 14        | 1         | -              | -              | 14    | 1     |
| Mito HollyHock      | 2008  | 24        | 1         | -              | -              | 24    | 1     |
| Mito HollyHock      | 2009  | 27        | 3         | -              | -              | 27    | 3     |
| Mito HollyHock      | 2010  | 18        | 0         | -              | -              | 18    | 0     |
| Thespa Kusatsu      | 2011  | 26        | 3         | -              | -              | 26    | 3     |
| Thespa Kusatsu      | 2012  | 30        | 2         | -              | -              | 30    | 2     |
| Thespakusatsu Gunma | 2013  | 15        | 0         | -              | -              | 15    | 0     |
| FC Gifu             | 2014  | 10        | 0         | -              | -              | 10    | 0     |
| Montedio Yamagata   | 2015  | 0         | 0         | 1              | 0              | 1     | 0     |
| Total               | Total | 164       | 10        | 1              | 0              | 165   | 10    |